# Mikko Manninen
Mikko Manninen est un footballeur finlandais, né le 25 mai 1985 à Jyväskylä en Finlande. Il évolue comme milieu offensif.

## Palmarès
FC Haka
- Coupe de Finlande
  - Vainqueur (1) : 2005

 TPS Turku
- Coupe de Finlande
  - Vainqueur (1) : 2010